# Stellaria darvasievii
Stellaria darvasievii är en nejlikväxtart som beskrevs av R.V. Kamelin. Stellaria darvasievii ingår i släktet stjärnblommor, och familjen nejlikväxter. Inga underarter finns listade i Catalogue of Life.